# C16H12Cl2N2O
化学式C16H12Cl2N2O，摩尔质量：319.185 g/mol，可以指以下化合物：
- 氯喹酮，CAS号：25509-07-3
- 二氯西泮（Ro5-3448），CAS号：2894-68-0
- Ro5-4864，CAS号：14439-61-3
- SL-164，CAS号：3476-88-8

|  | 这个同类索引页列出了具有相同分子式的化学物（即同分異構體）条目。 除非您是有意链接至本页，否则应将相应条目的内部链接指向正确的条目。 |